# Biljana Krstić

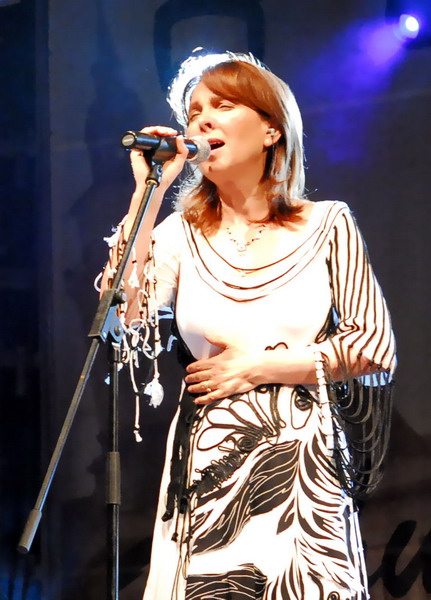
Biljana Krstić 2008

Biljana „Bilja“ Krstić (serbisch-kyrillisch Биљана "Биља" Крстић; * 9. November 1955 in Niš) ist eine serbische Volksmusik-Sängerin.

## Leben und Karriere
Nach dem Besuch der musischen „Dr. Vojislav Vučković“-Schule in Niš zog Krstić nach Belgrad, um dort an der Universität der Künste Belgrad zu studieren. Danach produzierte sie sieben Alben, brachte Dutzende Singles heraus und komponierte die Filmmusik für den serbischen Film Zona Zamfirova und den Film Savior des serbischen Regisseurs Predrag Antonijevic mit. 
Krstić lebt mit ihren beiden Töchtern in Belgrad.

## Diskografie

### Mit der serbischen Band Rani Mraz
- 1979: Mojoj mami umesto maturske slike u izlogu
- 1980: Odlazi cirkus

### Solo-Alben
- 1983: Prevari večeras svoje društvo sa mnom
- 1985: Iz unutrasnjeg džepa
- 1990: Loptom do zvezda
- 1994: Bilja

### Mit dem Bistrik Orchester
- 2001: Bistrik
- 2003: Zapisi
- 2007: Tarpoš

## Quelle
- Offizielle Website von Biljana Krstić